# ウェストポイント (アラバマ州)
ウェストポイント (West Point) は、アメリカ合衆国アラバマ州カルマン郡に位置する町である。2000年現在の国勢調査で、この町の人口は295人である。

## 地理
ランシングは、北緯34度14分29秒、西経86度56分35秒 (34.241338, -86.943126) に位置している。
アメリカ合衆国統計局によると、この町は総面積3.0 km2 (1.2 mi2) である。このうち3.0 km2 (1.2 mi2) が陸地で水地域は存在しない。

## 人口動静
2000年現在の国勢調査で、この町は人口295人、114世帯、及び89家族が暮らしている。人口密度は98.2/km² (254.8/mi²) である。46.6/km² (120.9/mi²) の平均的な密度に140軒の住宅が建っている。この町の人種的な構成は白人100.00%、アフリカン・アメリカン0.00%、ネイティブ・アメリカン0.00%、アジア0.00%、太平洋諸島系0.00%、その他の人種0.00%、及び混血0.00%である。ここの人口の0.68%はヒスパニックまたはラテン系である。
114世帯のうち、35.1%が18歳未満の子供と一緒に生活しており、64.0%は夫婦で生活している。7.0%は未婚の女性が世帯主であり、21.9%は家族以外の住人と同居している。21.1%は独身の居住者が住んでおり、7.9%は65歳以上で独身である。1世帯の平均人数は2.59人であり、家庭の場合は、2.96人である。
人口の26.8%が18歳未満で、9.2%が18歳から24歳、27.1%が25歳から44歳、27.8%が45歳から64歳、9.2%が65歳以上である。平均年齢は36歳である。女性100人に対し、99.3人が男性である。18歳以上の女性100人に対し、105.7人が18歳以上の男性である。
この町の世帯ごとの平均的な収入は28,295 USドルであり、家族ごとの平均的な収入は36,875 USドルである。男性は24,821 USドルに対して女性は19,250 USドルの平均的な収入がある。この町の一人当たりの収入 (per capita income) は14,963 USドルである。人口の12.7%及び家族の11.0%は貧困線以下である。全人口のうち18歳未満の17.3%及び65歳以上の8.8%は貧困線以下の生活を送っている。